# Kościół ewangelicki w Zdunach
Kościół ewangelicki w Zdunach – budowla sakralna w Zdunach wzniesiona w latach 1789-1792, do 1945 pozostająca świątynią miejscowego zboru ewangelickiego.

## Historia
Obiekt został wzniesiony na miejscu wybudowanego w 1637 drewnianego kościoła ewangelickiego i pełnił funkcje religijne do końca II wojny światowej. W okresie II Rzeczypospolitej należał do parafii przynależącej do superintendentury Bojanowo-Krotoszyn Ewangelickiego Kościoła Unijnego. W latach 1946–1989 znajdował się w nim magazyn. Stanowi mienie komunalne gminy Zduny. Obecnie jest wykorzystywany jako dom pogrzebowy. Obiekt określany jest także mianem kościoła pw. Serca Jezusowego.
15 maja 2012 odbyła się w kościele uroczystość odsłonięcia dwujęzycznej niemiecko-polskiej tablicy pamiątkowej upamiętniającej dawnych członków zboru. Napis polski brzmi: „Dla uczczenia pamięci zmarłych parafii ewangelickiej w Zdunach 1636-1945, Zduny 15 maj 2012”. Ze strony polskiej przewodniczył jej burmistrz miasta Zduny Władysław Ulatowski, zaś z niemieckiej Elli Gallus, dawna mieszkanka Zdun i członkini zduńskiej parafii ewangelickiej. Tablica została wówczas poświęcona przez proboszcza parafii ewangelicko-augsburskiej w Kaliszu ks. Michała Kuhna oraz proboszcza parafii rzymskokatolickiej w Zdunach ks. kanonika Andrzeja Nowaka.

## Architektura
Jest obiektem klasycystycznym z reliktami baroku. Wzniesiony na planie prostokąta. Od strony wschodniej posiada wieżę. Wnętrze halowe z emporami na dwóch kondygnacjach. W świątyni znajdują się osiemnastowieczne nagrobki wystawione wiernym miejscowej parafii ewangelickiej.